# Birgenair
Birgenair è stata una compagnia aerea charter turca fondata nel 1988 a Istanbul.
L'azienda cessò di operare nel 1996.

## Storia
La Birgenair nacque nel 1988 su iniziativa dell'uomo d'affari turco Mehmet Birgen, da cui appunto derivò il nome. Effettuava voli soprattutto verso l'Europa occidentale, impiegando un primo Douglas DC-8 serie 61. In seguito furono aperte rotte verso la Germania e verso i Caraibi operando con Boeing 737, Boeing 757, Boeing 767.

## Flotta
Secondo i dati estratti da Airfleets.net la flotta era composta da:
- 2 Boeing 737 serie 300
- 3 Boeing 757 serie 200 (uno distrutto in un incidente)
- 1 Boeing 767 serie 200
- 1 Douglas DC 8 noleggiato

## L'incidente del volo Birgenair 301
Il 6 febbraio 1996 accadde l'unica ma grave catastrofe della Birgenair. Il volo Birgenair 301, operato da un Boeing 757, tra Puerto Plata e Francoforte si schiantò nel Mar dei Caraibi uccidendo tutti i 176 passeggeri e i 13 membri dell'equipaggio. L'inchiesta rivelò che un tubo di Pitot era ostruito, forse da nidi di insetti. La stessa inchiesta rivelò che la tragedia si sarebbe potuta evitare solo se i piloti fossero stati pronti per un'emergenza di questo tipo.
Un incidente simile accadde nell'ottobre dello stesso anno, quando un Boeing 757 dell'AeroPerú, il volo 603 si schiantò vicino a Lima uccidendo tutti i presenti a bordo.
In seguito all'incidente del volo 301 del quale fu considerata responsabile la compagnia aerea accusata di aver effettuato scarsa manutenzione, l'azienda entrò in una crisi economica e dichiarò bancarotta nello stesso anno.